# Paolo Desana
Paolo Desana (Casale Monferrato, 7 gennaio 1918 – Casale Monferrato, 19 gennaio 1991) è stato un politico italiano.

## Biografia
Internato nei campi di concentramento in Polonia e Germania dopo l'8 settembre del 1943 fino al 1945. Agli IMI (internati militari italiani) non era riconosciuto lo status di "prigioniero di guerra" e quindi non si applicava la Convenzione di Ginevra. Dopo il suo rientro nel settembre del  1945 dai campi di concentramento nazisti, 12 in totale ultimo quello di sterminio di Unterluss, nel dopoguerra inizia la propria attività di politico tra le file della Democrazia Cristiana, sui banchi del comune di Casale Monferrato prima e successivamente come assessore all'agricoltura della provincia di Alessandria.  Nel 1955 a Cerrina Monferrato organizza il primo storico Convegno Nazionale della Collina Italiana, la "Grande Dimenticata ".  Nel 1958 viene eletto senatore nel collegio Casale-Chivasso rimanendo in carica fino al 1963 ed è proprio in questo anno che riesce, come promotore principale e primo firmatario, a far approvare la legge 930 sulla DOC (denominazione di origine controllata) dei vini italiani. Per ottenere questo storico risultato Desana studio' e corresse le carenze delle proposte di legge presentate in precedenza, a partire dalla prima del 1888 dei parlamentari monferrini Mensio, Morini e Bertana, poi dall'albese Teobaldo Calissano del 1903, quindi ancora dai monferrini Edoardo Ottavi e Arturo Marescalchi nei primi due decenni del Novecento a sottolineare l"impegno parlamentare degli esponenti del Monferrato nella storia della DOC.  Nel 1966 diviene poi presidente del comitato nazionale per la tutela della denominazione di origine dei vini e mantiene questo ruolo per 23 anni per cinque legislature fino al 1989 facendo approvare i Disciplinari di Produzione delle prime 260 DOC vinicole della storia del nostro Paese. Nel 1982 con alcuni ex compagni di prigionia costituisce il GUISCO, il Gruppi Ufficiali Italiani Straflager di Colonia che poi conflluisce nella ANRP, l'Associazione Nazionale Reduci dalla Prigionia.  Scompare a Casale Monferrato il 19 gennaio del 1991. Nel 2013 a Casale Monferrato, in occasione delle manifestazioni del Cinquantenario della legge delle Doc vinicole italiane, viene rappresentato come il quarto Moschettiere della Doc con Giuseppe Antonio Ottavi, Federico Martinottie Arturo Marescalchi.  Nel 2022 il figlio Andrea, Presidente della Associazione "Li riporteremo a casa in Monferrato", contribuisce a far erigere nel cimitero di Casale Monferrato il "Famedio IMI monferrini" nel quale vengono tumulati i resti mortali di 6 Internati Militari Italiani di origine monferrina fatti rimpatriare dai cimiteri militari  della Germania. Dal 2018 è  aperto al pubblico presso il castello Paleologo di Casale Monferrato il "Centro di Documentazione della DOC " riconosciuto nel 2022 "Bene di Interesse Storico" dal Ministero della Cultura.